# Lieja-Bastoña-Lieja 1978
La Lieja-Bastogne-Lieja 1978 fue la 64.ª edición de la clásica ciclista Lieja-Bastoña-Lieja. La carrera se disputó el domingo 23 de abril de 1978, sobre un recorrido de 241 km. 
En un principio el vencedor final fue el belga Joseph Bruyère (C&A), que se impuso con un minuto y medio de ventaja sobre el grupo perseguidor encabezado por el alemán Dietrich Thurau (Ijsboerke) y el italiano Francesco Moser (Sanson).

## Clasificación final
| Posición | Ciclista                 | Equipo                  | Tiempo  |
| -------- | ------------------------ | ----------------------- | ------- |
| 1        | Joseph Bruyère           | C&A                     | 6h37'42 |
| 2        | Dietrich Thurau          | Ijsboerke               | a 1'35" |
| 3        | Francesco Moser          | Sanson                  | s.t.    |
| 4        | Michel Laurent           | Miko                    | s.t.    |
| 5        | Herman Van Springel      | Marc Zeep Savon-Superia | s.t.    |
| 6        | Hennie Kuiper            | Peugeot                 | s.t.    |
| 7        | Gianbattista Baronchelli | Scic                    | a 2'05" |
| 8        | Yves Hézard              | Peugeot                 | s.t.    |
| 9        | Freddy Maertens          | Flandria                | a 4'18" |
| 10       | Ludo Peeters             | Ijsboerke               | a 4'18" |